# Nawal Ben Hamou
 (janvier 2020).
Si vous disposez d'ouvrages ou d'articles de référence ou si vous connaissez des sites web de qualité traitant du thème abordé ici, merci de compléter l'article en donnant les références utiles à sa vérifiabilité et en les liant à la section « Notes et références ».
Nawal Ben Hamou, née le 11 juin 1987, est une femme politique belge, membre du PS. Elle est bruxelloise, issue d’une famille d'origine turque et marocaine et elle a suivi toute sa scolarité en néerlandais.

## Biographie
Nawal Ben Hamou commence sa carrière comme employée administrative auprès de la police de Bruxelles. Elle entreprend parallèlement un baccalauréat en Sciences Politiques aux Facultés Saint-Louis à Bruxelles. 
Nawal Ben Hamou devient ensuite conseillère auprès du Conseil des Bruxellois d'Origine étrangère. Elle est également désignée administratrice au Conseil de la Jeunesse (2014) et représentante syndicale à la CGSP Bruxelles (2007- 2014), en tant que présidente des Jeunes CGSP Administrations Locales et Régionales. 
En 2014, elle participe aux élections fédérales en Belgique, elle occupe la 10e place sur la liste PS. Après les élections, elle devient la plus jeune députée fédérale à seulement 26 ans. Elle est active dans les commissions de l'Intérieur, de la Santé et des Naturalisations. Elle se bat également pour les droits des femmes.
En 2014, son père et son cousin sont arrêtés pour soupçons de trafic de drogue. Son père est accusé d'être à la tête d'un réseau de trafic de drogue. Selon la DH, tout aurait été mis en œuvre pour étouffer l'affaire. En 2018, il s'avère que les accusations sont sans fondements.
En 2018, elle se présente aux élections communales et est élue conseillère communale pour la ville de Bruxelles. 
En 2019, elle se présente aux élections fédérales à la 4e place sur la liste du PS. Après les élections, elle devient le 18 juillet 2019, la nouvelle Secrétaire d'Etat au Logement et à l'Egalité des Chances à la Région Bruxelloise, ainsi que Ministre des Sports et de la Cohésion Sociale à la COCOF. Elle fait de l'accès à un logement décent et de la lutte contre les violences envers les femmes, ses deux principales priorités.  

## Fonctions politiques
- 2014-2019 : Députée fédérale.
- Depuis 2018: Conseillère communale à la Ville de Bruxelles.Ville de Bruxelles
- Depuis 2019 : Secrétaire d'État de la région de Bruxelles-Capitale dans le gouvernement Vervoort III.

## Décoration
- Commandeur de l'ordre de Léopold II (2024)[4]